# Обстріл Миколаєва касетними боєприпасами
Обстріл Миколаєва касетними боєприпасами — обстріл за допомогою реактивної системи залпового вогню «Смерч», здійснений Збройними Силами Росії з використанням касетних боєприпасів по місту Миколаїв, що призвів до загибелі дев'яти осіб    .

## Жертви

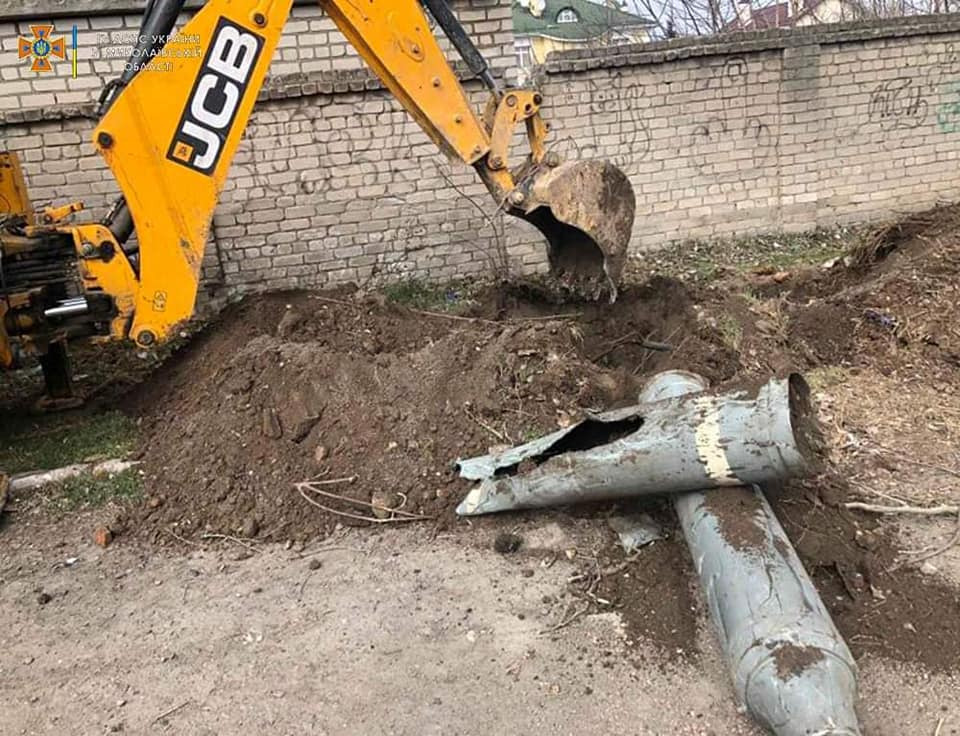
Знешкодження боєприпасів у Миколаєві, 14 березня 2022 року

Внаслідок бомбардування загинули всі дев'ять мирних жителів, які на момент удару стояли в черзі до банкомату. Вибухом пошкоджено житлові будинки та цивільну інфраструктуру. Згідно з повідомленням Human Rights Watch, причиною загибелі людей та шкоди цивільному майну послужив удар Російської Федерації за допомогою касетних снарядів РСЗВ Смерч та Ураган  .

## Аналіз
Зважаючи на використання невибіркової зброї і заборонених міжнародним правом касетних боєприпасів, а також самому факту удару по переважно житловому району, HRW охарактеризувала цей удар як військовий злочин .

## Інші випадки
4 квітня 2022 року запущені російською армією касетні реактивні снаряди 9М55К від установки залпового вогню БМ-30 «Смерч» розкидали бойові елементи над житловими районами міста Миколаїв, касетні бойові елементи впали на дитячу лікарню. Внаслідок обстрілу були загиблі на зупинці громадського транспорту та пасажирів маршрутного таксі. В дитячій лікарні загинула одна дитина та один чоловік, на зупинці та поблизу неї — 9 загиблих, 61 поранено.